# Ludomir Różycki
Ludomir Różycki (tiếng Ba Lan: [luˈdɔmir ruˈʐɨt͡skʲi]; sinh ngày 18 tháng 9 năm 1883 tại Warsaw – mất ngày 1 tháng 1 năm 1953 tại Katowice) là một nhà soạn nhạc và nhạc trưởng người Ba Lan. Cùng với Mieczysław Karłowicz, Karol Szymanowski và Grzegorz Fitelberg, ông là một thành viên của nhóm các nhà soạn nhạc Ba Lan trẻ. Mục đích của nhóm là làm hồi sinh văn hóa âm nhạc của thế hệ họ ở đất nước quê hương.
Różycki là con trai của một giáo sư tại Nhạc viện Warsaw. Đây chính là nơi ông theo học piano và viết nhạc. Ông hoàn thành các khóa học này với tấm bằng xuất sắc. Kế tiếp, ông theo học tại Học viện Âm nhạc ở Berlin, làm học trò của Engelbert Humperdinck. Różycki bắt đầu sự nghiệp âm nhạc của mình ở vị trí nhạc trưởng opera và giáo sư piano ở Lwów vào năm 1907. Chính khi ở Lwów, ông bắt đầu sáng tác nhạc. Sau đó, ông chuyển đến Warsaw. Tại đây, ông sáng tác thêm nhiều bản nhạc ở đa dạng các thể loại.
Różycki đã soạn nhạc cho vở ba-lê Pan Twardowski. Đây là vở ba-lê quy mô lớn đầu tiên của Ba Lan được biểu diễn ở nước ngoài. Vở ba-lê này đã được diễn ở Copenhagen, Praha, Brno, Zagreb, Belgrade và Vienna. Riêng tại Warsaw, vở đã được biểu diễn hơn 800 lần. Różycki cũng soạn nhạc cho 8 vở opera, trong đó có Casanova và Eros i Psyche. Vở opera Eros i Psyche tổ chức buổi ra mắt thế giới tại Wrocław vào năm 1917.
Valentina Seferinova đã chọn một số lượng đáng kể các bản nhạc dành cho piano độc tấu do ông sáng tác để biểu diễn ra mắt thế giới, và được hãng Acte Préalable của Ba Lan thu âm CD (tham khảo danh mục AP 0263).
Hãng Hyperion Records đã phát hành bản thu âm các tác phẩm âm nhạc của Różycki, gồm 2 bản hòa tấu piano, 1 bản ngũ tấu piano và 1 bản tứ tấu đàn dây.